# Аррот-Шаррит
Арро́т-Шарри́т (фр. Arraute-Charritte) — коммуна во Франции, находится в регионе Новая Аквитания. Департамент — Атлантические Пиренеи. Входит в состав кантона Пеи-де-Бидаш, Амикюз и Остибар. Округ коммуны — Байонна.
Код INSEE коммуны — 64051.

## География

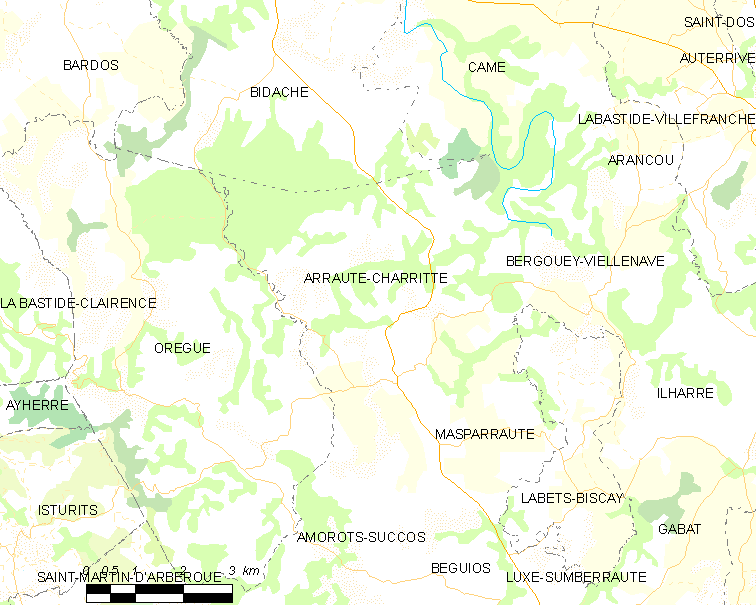
Карта коммуны

Коммуна расположена приблизительно в 670 км к юго-западу от Парижа, в 170 км южнее Бордо, в 65 км к западу от По.
На северо-востоке коммуны протекает река Бидуз.

### Климат
Климат тёплый океанический. Зима мягкая, средняя температура января — от +5°С до +13°С, температуры ниже −10 °C бывают редко. Снег выпадает около 15 дней в году с ноября по апрель. Максимальная температура летом порядка 20—30 °C, выше 35 °C бывает очень редко. Количество осадков высокое, порядка 1100 мм в год. Характерна безветренная погода, сильные ветры очень редки.

## Население
Население коммуны на 2010 год составляло 385 человек.
| 1962 | 1968 | 1975 | 1982 | 1990 | 1999 | 2010 |
| ---- | ---- | ---- | ---- | ---- | ---- | ---- |
| 471  | 444  | 418  | 376  | 365  | 322  | 385  |

## Администрация
| Период | Период | Фамилия          | Партия | Примечания |
| ------ | ------ | ---------------- | ------ | ---------- |
| 1995   | 2001   | Робер Гратьен    |        |            |
| 2001   | 2020   | Кристиан Гийемен |        |            |

## Экономика
В 2010 году среди 244 человек трудоспособного возраста (15—64 лет) 190 были экономически активными, 54 — неактивными (показатель активности — 77,9 %, в 1999 году было 69,1 %). Из 190 активных жителей работали 171 человек (107 мужчин и 64 женщины), безработных было 19 (11 мужчин и 8 женщин). Среди 54 неактивных 12 человек были учениками или студентами, 29 — пенсионерами, 13 были неактивными по другим причинам.

## Достопримечательности
- Церковь Св. Петра (1876 год)[4].

## Фотогалерея

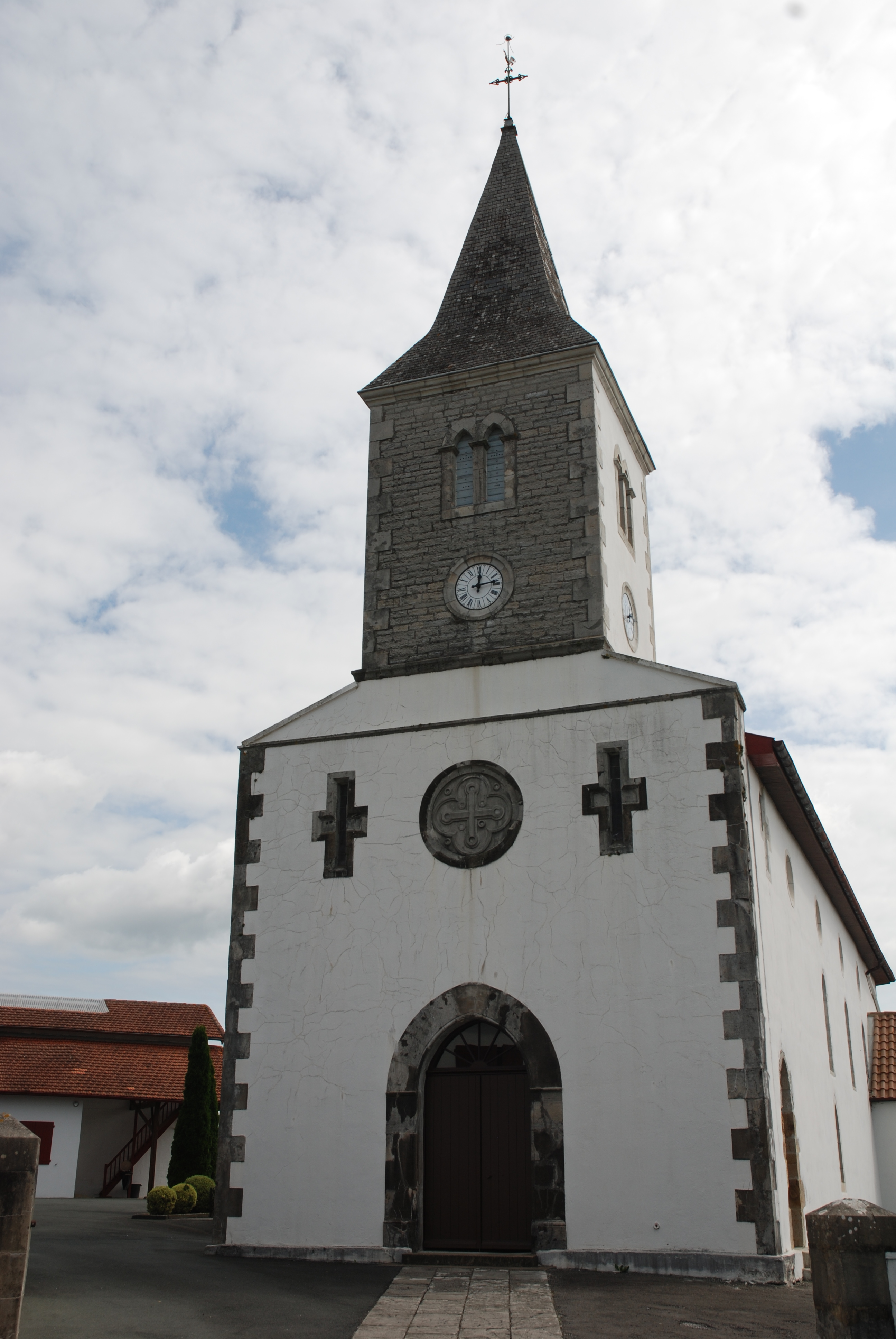
Церковь Св. Петра
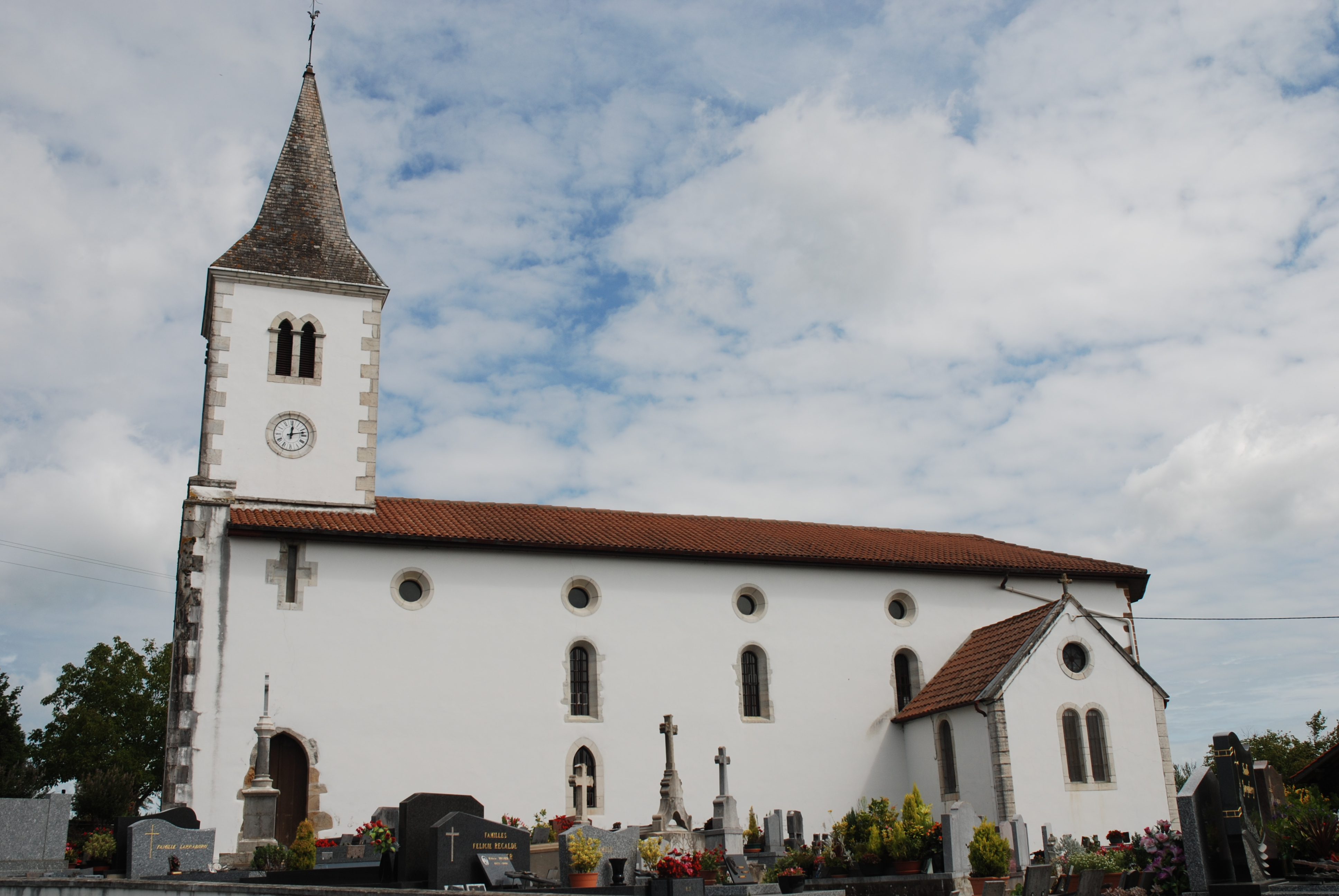
Церковь Св. Петра
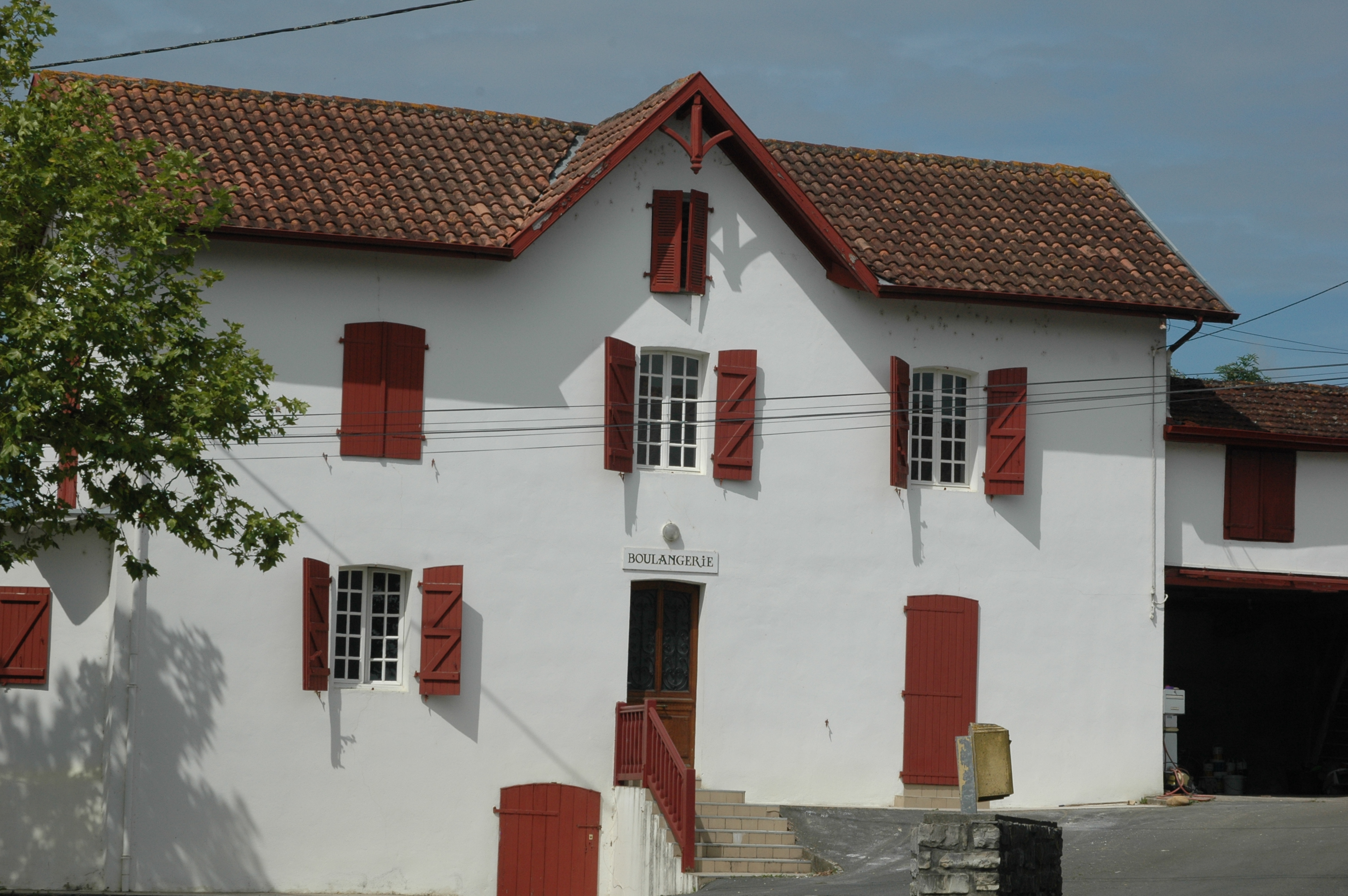
Булочная
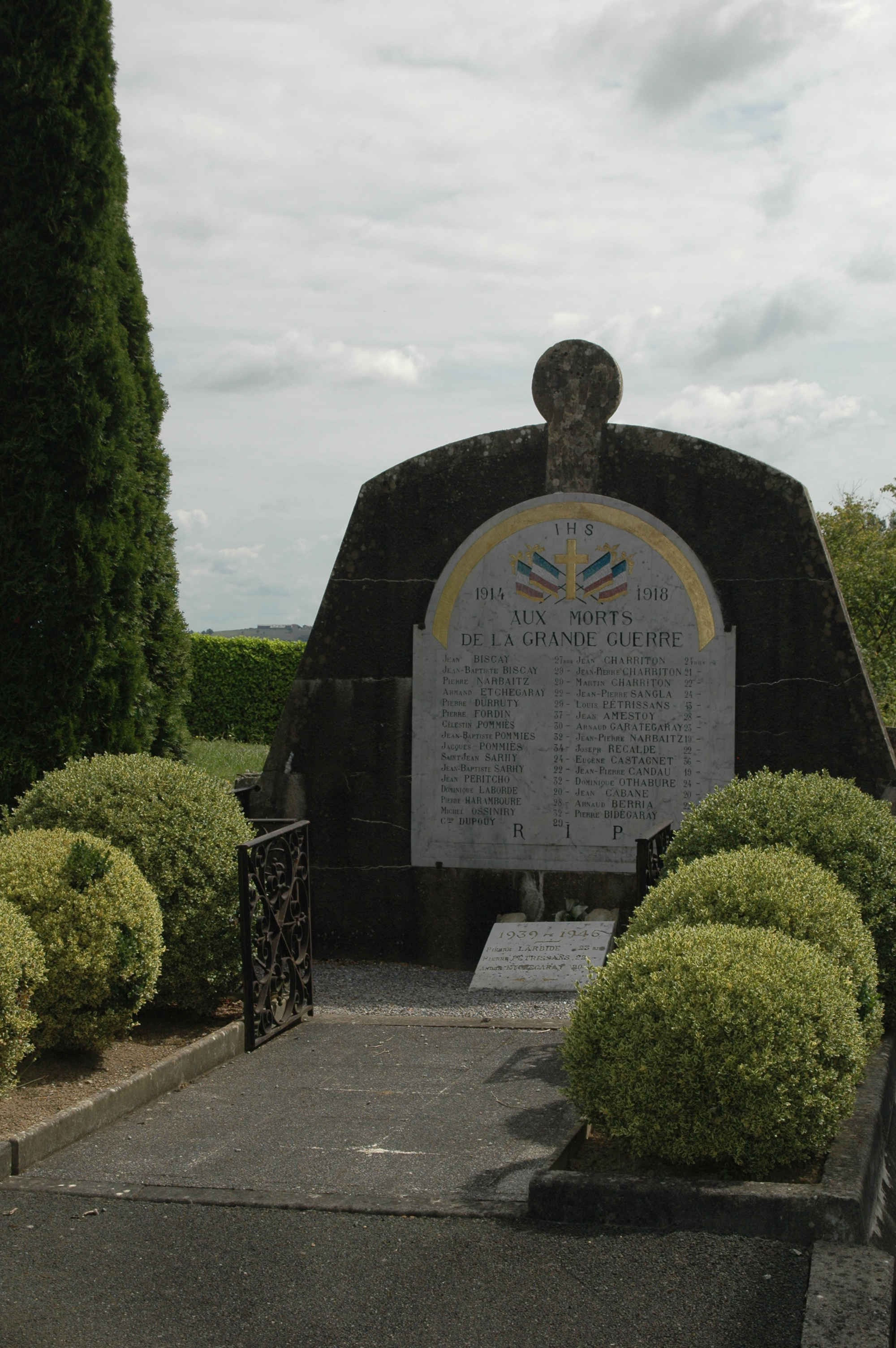
Военный мемориал
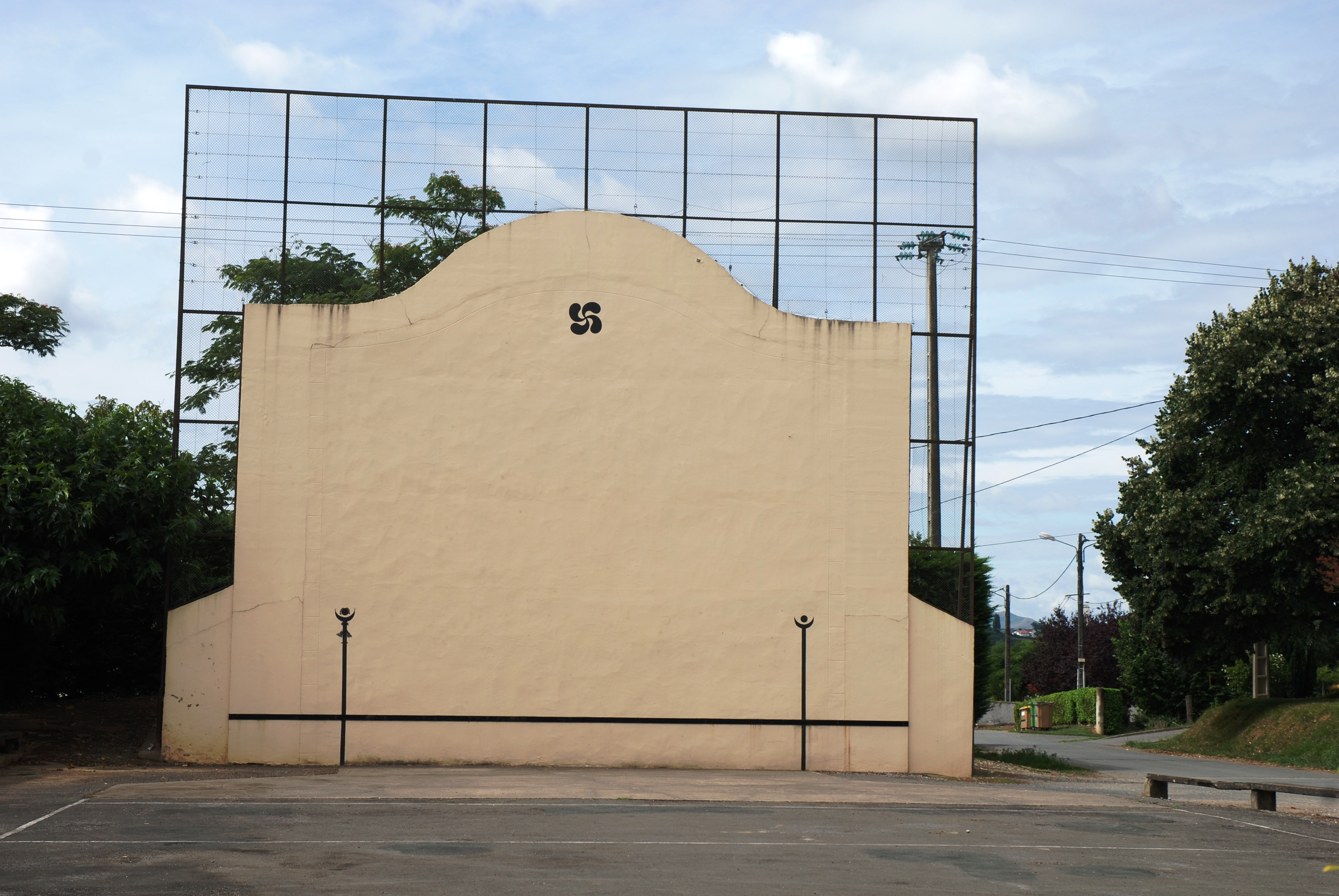
Фронтон (площадка для игры в пелоту)